# جرمی سندرز
جرمی سندرز (انگلیسی: Jeremy Sanders؛ زادهٔ ۳ مهٔ ۱۹۴۸) یک شیمی‌دان در زمینه شیمی فراذره‌ای اهل بریتانیا است.
وی همچنین برنده جوایزی همچون مدال دیوی شده است.